# Hemling
Hemling is een plaats in de gemeente Örnsköldsvik in het landschap Ångermanland en de provincie Västernorrlands län in Zweden. De plaats heeft 69 inwoners (2005) en een oppervlakte van 24 hectare. De plaats ligt in een gebied dat bestaat uit heuvels en bos.